# Programa Shenzhou
El programa Shenzhou (en chino, 神舟; pinyin, Shén Zhōu) es una iniciativa de la República Popular China para promover vuelos espaciales tripulados. El mayor éxito del programa fue colocar en órbita por primera vez a un ciudadano chino el 15 de octubre de 2003. 
El trabajo preparatorio comenzó en 1992, bajo lo que se conoció como el Proyecto 921-1. El plan tenía por objetivo realizar un lanzamiento tripulado para octubre de 1999, anticipándose al cambio de milenio. 
Los primeros cuatro vuelos de ensayo no tripulados se realizaron durante los años 1999, 2001 y 2002. Fueron seguidos por un despegue tripulado que se realizó el 15 de octubre de 2003, en el que el astronauta Yang Liwei dio catorce vueltas a la Tierra en la nave Shenzhou 5.

## Misiones del programa
- Shenzhou 5, 1° vuelo tripulado
- Shenzhou 6, 2° vuelo tripulado
- Shenzhou 7, 3° vuelo tripulado
- Shenzhou 8, vuelo no tripulado a la estación Tiangong 1
- Shenzhou 9, 4° vuelo tripulado, primero a la estación Tiangong 1
- Shenzhou 10, 5° vuelo tripulado, segundo a la estación Tiangong 1
- Shenzhou 11, 6° vuelo tripulado, único a la estación Tiangong-2
- Shenzhou 12, 7° vuelo tripulado, primero a la CSS
- Shenzhou 13, 8° vuelo tripulado, segundo a la CSS
- Shenzhou 14, 9° vuelo tripulado, tercero a la CSS
- Shenzhou 15, 10° vuelo tripulado, cuarto a la CSS
- Shenzhou 16, 11° vuelo tripulado, quinto a la CSS
- Shenzhou 17, 12° vuelo tripulado, sexto a la CSS (En curso).
- Shenzhou 18, 13° vuelo tripulado, séptimo a la CSS (Planeado mayo 2024).